# 제9회 미국 감독 조합상
제9회 미국 감독 조합상은 1956년 뛰어난 활동을 보인 영화 감독을 기리기 위해 1957년 2월에 열린 시상식이다. Biltmore Bowl에서 개최되었다.

## 수상 및 후보

### 감독상(영화부문)
- 자이언트 - 조지 스티븐스 수상

### 공로상
- 킹 비더 수상

### 명예상
- 도널드 크리스프 수상